# شهنواز سفلي
شهنواز سفلي (بالفارسية: شهنواز سفلی) هي مستوطنة تقع في قسم قوريتشاي الشرقي الريفي في إيران. يقدر عدد سكانها بـ 129 نسمة .